# Jeremy Ovenden
Jeremy Ovenden – brytyjski tenor, specjalizujący się w wykonaniach dzieł Mozarta.
Studiował w Royal College of Music and Drama w Londynie. Jego nauczycielami byli m.in. Norman Bailey i Neil Mackie. W 1994 otrzymał Ian Fleming Trust Award, a w 1998 został finalistą Kathleen Ferrier Competition. Studiował również pod kierunkiem Nicolai Geddy.
Współpracował z takimi dyrygentami jak: Simon Rattle, Daniel Barenboim, Riccardo Muti, Myung-Whun Chung, Diego Fasolis, Ton Koopman, Richard Hickox, Marc Minkowski, Fabio Biondi, René Jacobs, Christophe Rousset, Rinaldo Alessandrini, Harry Bicket, Nicholas Kraemer, Trevor Pinnock czy Jonathan Webb.
Występował m.in. w La Scali, Teatro La Fenice, Bayerische Staatsoper, Staatsoper Unter den Linden, Oper Frankfurt, Nederlandse Opera, Théâtre des Champs Élysées, Théâtre de la Monnaie, Teatro Carlo Felice w Genui, Teatro Comunale di Firenze, Teatro Regio w Turynie, Glyndebourne, Musikverein, Barbican, Royal Festival Hall, Concertgebouw, Accademia Nazionale di Santa Cecilia czy St David’s Hall.
Nagrania z jego udziałem były nagradzane m.in.: Choc du Monde de la Musique, Preis der deutschen Schallplattenkritik czy Gramophone Editor's Choice.
4 kwietnia 2010 wystąpił w Filharmonii Krakowskiej w roli Giovanniego w oratorium Georga Friedricha Händla La Resurrezione (w towarzystwie Il Giardino Armonico pod dyrekcją Giovanniego Antoniniego). Koncert odbył się w ramach festiwalu Misteria Paschalia.

## Dyskografia
- Haydn: Le Stagioni; Vasilijka Jezovsek, Barnara Fuchs, Jeremy Ovenden, Georg Zeppenfeld, Coro della Radio Svizzera, Orchestra della Radio Svizzera, Diego Fasolis; Amadeus AM157
- Haydn: Die Schöpfung; Paola Cigna, Jeremy Ovenden, David Malnár, Andreas Macco, Coro Guido Monaco di Prato, Camerate Strumentale Citta di Prato, Alessandro Pinzauti; CariPrato DRCD72 a-b
- 1996 – Holst: Morning of the Year; Guildford Choral Society, Philharmonia Orchestra, Hilary Davan Wetton; Hyperion CDA66784
- 1999 – Bach: St John Passion BWV 245; Roberta Invernizzi, Claudia Schubert, Jeremy Ovenden, Klaus Mertens, Nico Van der Meel, Sergio Foresti, Alfredo Grandini, Emanuela Galli, Gerhard Nennemann, Ensemble Vanitas, Italian Switzerland Radio/TV Chorus, Diego Fasolis; Arts Music ARZ 47539
- 1999 – Biber: Missa Salisburgensis; Amsterdam Baroque Orchestra, Ton Koopman; Erato 3984255062
- 2000 – Kittel: Arien & Kantaten; Johanna Stojkovic, Bernarda Fink, Gerd Türk, Jeremy Ovenden, Martin Snell, René Jacobs; Harmonia Mundi HMC905247
- 2001 – Mozart: Il Sogno di Scipione KV126; Christine Brandes, Lisa Larsson, Malin Hartelius, Bruce Ford, Charles Workman, Jeremy Ovenden, Freiburg Baroque Orchestra, Gottfried von der Goltz; Astréee E8813
- 2003 – Monteverdi: Madrigali guerrieri ed amorosi Book VIII; Salomé Haller, Maria Cristina Kiehr, Bernarda Fink, Marisa Martins, Christophe Laporte, Mario Zeffiri, Kobie van Rensburg, John Bowen, Jeremy Ovenden, Victor Torres, Antonio Abete, Renaud Delaigue, Concerto Vocale, René Jacobs; Harmonia Mundi HMC901736.37
- 2004 – Bach: Complete Cantatas Vol. 4; Donald Bentvelsen, Klaus Mertens, Anne Grimm, Caroline Stam, Els Bongers, Lisa Larsson, Jeremy Ovenden, Paul Agnew, Amsterdam Baroque Orchestra, Ton Koopman; Challenge Classics CC72204
- 2005 – Händel: Saul; Rosemary Joshua, Emma Bell, Lawrence Zazzo, Jeremy Ovenden, Michael Slattery, Funnur Bjarnason, Henry Waddington, Gidon Saks, RIAS Kammerchor, Concerto Köln, René Jacobs; Harmonia Mundi 901877.78
- 2008 – Bach: St Mark Passion BWV 247; Ruth Gomme, William Towers, Jeremy Ovenden, James Gilchrist, Gonville and Caius College Choir, Cambridge Baroque Camerata, Geoffrey Webber; Gaudeamus CDGAX237
- 2009 – Händel: Ode for St. Cecilia's Day; Francesco Cera, Julia Gooding, Jeremy Ovenden, Duilio Galfetti, Coro della Radio Svizzera, I Barrochisti, Diego Fasolis; Arts Music 47739-8

Opracowano na podstawie.

### DVD
- 2006 – Mozart: La Finta Semplice; Malin Hartelius, Josef Wagner, Matthias Klink, Marina Comparato, Silvia Moi, Jeremy Ovenden, Miljenko Turk, Chor der Ludwigsburger Schlossfestspiele, Camerata Salzburg, Michael Hofstetter; DGG Unitel 0734251
- 2007 – Mozart: Betula Liberata; Jeremy Ovenden, Marijana Mijanovic, Julia Kleiter, Franz-Joseph Selig, Konzertvereinigung Wiener Staatsopernchor, Münchener Kammerorchester, Christoph Poppen; DGG 073 42428
- 2007 – Mozart: Lo sposo deluso / L'Oca del Cairo; Josef Wagner, Marisa Martins, Jeremy Ovenden, Matthias Kliink, Malin Hartelius, Silvia Moi, Miljenko Turk, Ann Murray, Marianne Hamre, Chor der Ludwigsburger Schlossfestspiele, Camerata Salzburg, Michael Hofstetter; DGG 0734250

Opracowano na podstawie.